# Хогеншильд, Анна
Анна Клеметсдоттер Хогеншильд (швед. Anna Klemetsdotter Hogenskild, также известная как госпожа Анна из Окерё (швед. fru Anna till Åkerö) или госпожа Анна из Хеденсё (швед. fru Anna till Hedensö); 1718—1798), — шведская придворная дама и землевладелица. Она служила гофмейстериной (швед. hovmästarinna) королевы Швеции Катарины Стенбок, а затем у дочери и сестёр короля Швеции Эрика XIV.

## Биография
Анна Хогеншильд была дочерью дворянина Клемета Бенгтссона Хогеншильда из Окерё (ум. 1512) и госпожи Анны Хансдоттер Тотт из Бьюрума (ум. 1549). Она принадлежала к знатному дворянскому роду: её мать была внучкой по материнской линии принцессы Кристины (ок. 1432 — до 1500 г.), старшей дочери шведского короля Карла VIII, и родственницей Стена Стуре Старшего.
В 1530 году она вышла замуж за дворянина Якоба Крумме (ум. 1531), а в 1537 году — за дворянина Нильса Педерссона Бильке (ум. 1550). Во втором браке она стала матерью трёх сыновей и дочери: члена риксрода барона Хогеншильда Бильке (1538—1605), Карин Нильсдоттер Бильке (1539—1596), члена риксрода барона Класа Нильссона Бильке (1544—1623) из Вика и члена риксрода Туре Нильссона Бильке (1548—1600).

### Придворная карьера
Анна Хогеншильд имела хорошие связи при королевском дворе, где служила её семья. Её второй супруг был придворным чиновником и доверенным лицом короля Швеции Густава I Вазы, её старший сын Хогеншильд Бьельке был другом принца Магнуса, герцога Эстергётландского, а позднее (в 1556 году) придворным короля Густава; а её второй сын Клас женился на Эльзе Флеминг, сестре королевы Гуниллы Юханссдоттер. Сама Анна Хогеншильд в итоге была назначена гофмейстериной (швед. hovmästarinna) королевы Швеции Катарины Стенбок, последней супруги короля Густава I Вазы. Таким образом, она была назначена ответственной за всех придворных дам при дворе королевы.
Анна Хогеншильд высоко ценилась королём Эриком XIV уже тогда, когда он был наследным принцем, и во время своего правления он проявлял благосклонность к ней и её детям. Когда он вступил на престол в 1560 году, у него не было королевы, но он дал ей должность гофмейстерины при дворе принцесс, своих сестёр: Сесилии, Анне, Софии и Елизавете. Ей также было поручено вести домохозяйства его незаконнорожденных дочерей Виргинии Эриксдоттер и Констанции Эриксдоттер. Занимая высокое положение при дворе принцесс, она, как известно, использовала его на благо своей семьи: в 1563 году восемь из тринадцати фрейлин принцесс были связаны с ней родственными узами. Однако Анна Хогеншильд, по-видимому, пользовалась при дворе большой любовью и уважением и не была известна своей строгостью: король Эрик назначил её шурина Туре Педерссона камергером в доме принцесс, потому что считал Анну Хогеншильд не способной в достаточной степени контролировать своих сестёр.
Анна оставила придворную службу после низложения Эрика XIV в 1568 году. Король Швеции Юхан III предложил, чтобы свергнутый монарх был заключён в тюрьму в замке Вик, одном из поместий Анны, но переговоры не увенчались успехом, и этот план не был осуществлён.

### Частная жизнь
В своей частной жизни она занимала место главного матриарха в могущественной семье Бильке, а её отношения с родственниками описывались как тёплые и доверительные, а не властные и доминирующие. Судя по её рассказам, она щедро жертвовала нуждающимся, а также аббатствам Вадстена и Нодендаль, что может свидетельствовать о её католических симпатиях, что не было редкостью среди тогдашней шведской аристократии, несмотря на продолжавшуюся шведскую Реформацию. Известно, что несколько членов её семьи тяготели к католицизму: два её сына, Туре Нильссон Бильке и Хогеншильд Бильке, были казнены королём Швеции Карлом XI как сторонники католика Сигизмунда III Вазы, а внучка Эбба Бильке была осуждена как их соучастница, хотя и не была казнена.
Анна Хогеншильд была одним из крупнейших землевладельцев тогдашней Швеции. Её второй супруг был крупным землевладельцем, имевшим поместья как в Швеции, так и в Дании, и сама Анна унаследовала поместье Окерё в 1540 году, где она и предпочитала жить. Из-за придворной службы своего супруга именно Анна Хогеншильд фактически управляла семейными поместьями за него, а после его смерти в 1550 году она также официально стала землевладельцем. Несмотря на то, что ей приходилось совмещать свою собственную придворную службу с присмотром за поместьями, она управляла своими землями с «большой заботой, усилиями и успехом».
Её корреспонденция сохранилась и стала объектом научных исследований.